# Скотт Маккензі
Скотт Маккензі (англ. Scott McKenzie), ім'я при народженні Філіп Воллак Блондгейм (англ. Philip Wallach Blondheim; 10 січня 1939, Джексонвілль — 18 серпня 2012, Лос-Анджелес) був американським співаком. Найбільш відомий завдяки виконанню пісні «San Francisco (Be Sure to Wear Flowers in Your Hair)» (1967).

## Життєпис
Виріс у Північній Кароліні та Вірджинії, де подружився із сином друзів своєї матері — Джоном Філіпсом. В середині 1950-их співав із Тімом Росом у студентському колективі The Singing Strings, а згодом — із Філіпсом, Мікі Бораном та Біллі Кліром створили doo wop гурт під назвою The Abstracts. У Нью-Йорку The Abstracts змінив назву на The Smoothies і записав два синґли з Decca Records (Мілт Ґаблер). 1961 року Філіпс і Маккензі познайомилися з Діком Віссманом, утворивши The Journeymen, разом із яким записали три альбоми на Capitol Records.
Після розпаду The Journeymen 1964 року утворився гурт The Mamas & the Papas. Маккензі хотів грати сам, тож Філіпс утворив колектив зі своєю другою дружиною Мішель Філіпс, Денні Догерті та Касс Еліот. Гурт невдовзі переїхав до Каліфорнії. Через два роки Маккензі покинув Нью-Йорк, почавши співпрацю із Lou Adler's Ode Records. Філіпс написав для Маккензі синґл «San Francisco (Be Sure to Wear Flowers in Your Hair)», який було видано 1967 року. Джон грав у цій пісні на гітарі, а Мішель Філіпс —на дзвониках.
Пісня стала гі́мном хіпі у США та дуже популярною у всьому світі.
1986 року Маккензі почав співати у відродженому гурті The Mamas & the Papas, а 1988 року допомагав у написанні хіта The Beach Boys «Kokomo» (разом із Філіпсом, Мікі Лавом та Террі Мелчером). 1998 року покинув The Mamas and the Papas. Останнім часом мешкав у Лос-Анджелесі.
Помер 18 серпня 2012 року. З 2010 року він мав синдром Гієна-Барре.